# Les Trente
Pour les articles homonymes, voir Trente Tyrans.
Sauf précision contraire, les dates de cet article sont sous-entendues « avant l'ère commune » (AEC), c'est-à-dire « avant Jésus-Christ ».

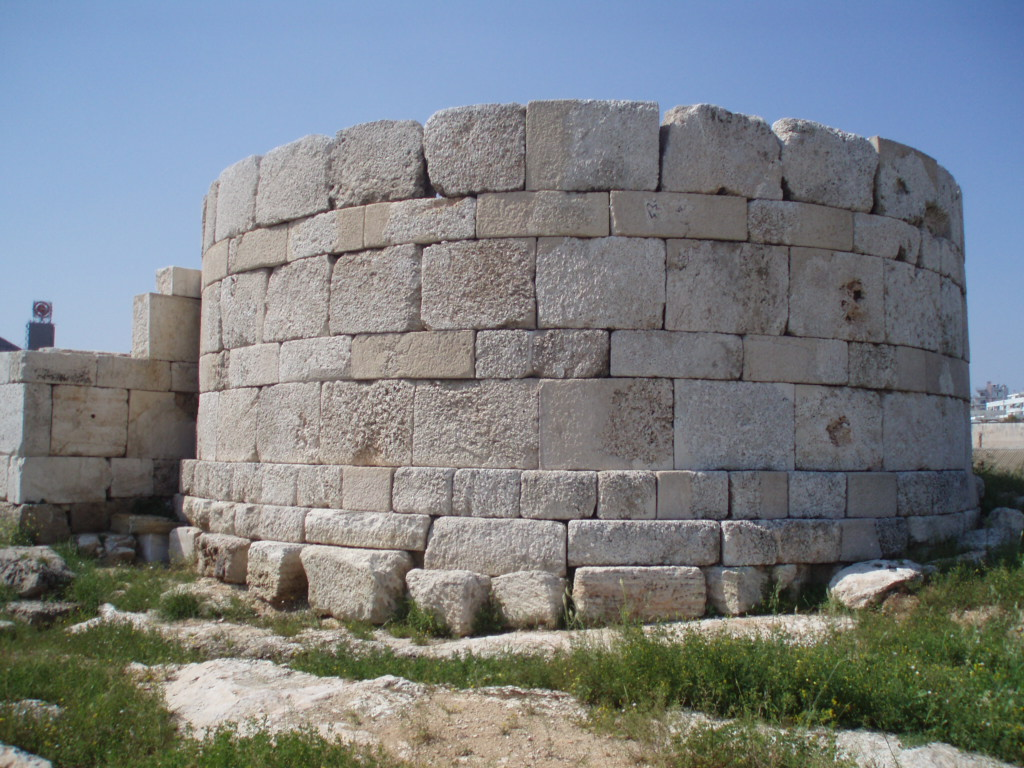
Partie de l'ancienne porte Eetioneia au Pirée, Grèce.

Les Trente (en grec ancien οἱ Τριάκοντα / hoi Triakonta) aussi appelés Trente tyrans sont un gouvernement oligarchique composé de trente magistrats appelés tyrans, qui succèdent à la démocratie athénienne à la fin de la guerre du Péloponnèse, pendant moins d'un an, en 404 av. J.-C.
Cette constitution est imposée aux Athéniens par le général spartiate Lysandre après la reddition d'Athènes négociée par l'un des futurs Trente tyrans, Théramène, en 404. L'Ecclésia (l'assemblée du peuple athénien) s'est opposée à ce régime mais avec l'appui d'une garnison spartiate, les Trente, emmenés par Critias imposent un régime de terreur, ne réservant les pleins droits de citoyens qu'à leurs 3 000 partisans. Leurs adversaires peuvent être condamnés sans aucun jugement. Ceux qui luttent contre cette dérive sont impitoyablement éliminés, tel Théramène, condamné à boire la ciguë. En janvier 403 av. J.-C., après sept ou huit mois de pouvoir, les Trente Tyrans sont chassés par Thrasybule, au grand soulagement de la population.

## Le gouvernement provisoire
Après la défaite d'Athènes à la fin de la guerre du Péloponnèse, les Spartiates accordent la paix aux Athéniens « à condition qu'ils appliquent la constitution de leurs ancêtres ». La cité est alors divisée entre démocrates et oligarques des hétairies. Lysandre, général spartiate vainqueur, se range du côté des partisans de l'oligarchie, comme il le fait dans toutes les cités vaincues.
Sur proposition d'un nommé Dracontidès, du dème d'Aphidna, et sous pression de Lysandre, une commission de 30 membres est créée par l'Assemblée, en vue de créer une nouvelle politeia (un nouveau régime), comme il avait été fait en 411 av. J.-C. : le but est de revenir à la patrios politeia (la constitution des ancêtres) en épurant le corps politique et en supprimant les misthoi (indemnités accordées aux citoyens pauvres). Ses membres sont choisis parmi les amis de Théramène, le négociateur de la reddition, et de Critias, un aristocrate laconophile, nihiliste sans scrupule et d'une cruauté totale.
La « constitution des ancêtres », la patrios politeia à laquelle Sparte fait allusion, est une notion assez vague que les partisans de l’oligarchie des Trente ont interprétée à leur manière. De plus Sparte n’aurait pas été très regardante sur la nature du régime à Athènes[réf. incomplète].
Les Trente réduisent le nombre des citoyens de plein droit à 3 000 et désignent les 500 membres d'un conseil (Boulè), chargé de préparer les lois. Ils abolissent les lois d'Éphialtès et d'Archestrate, et même certaines lois de Solon. Ils organisent aussi la chasse aux démagogues et aux sycophantes. Aristote note que « ces actes faisaient plaisir aux citoyens qui croyaient que les Trente agissaient pour le bien de la cité ».

## La tyrannie
Mais, très vite, le pouvoir des Trente tourne à la tyrannie : ils s'entourent d'une garde de 300 hommes, « porte-fouets », et s'appuient sur la garnison laissée en place par les Spartiates. Ils instituent également les Dix, chargés de gouverner la région sensible du Pirée, bastion traditionnel des démocrates.
Laissant de côté les questions constitutionnelles, ils procèdent à une série d'exécutions de métèques (entre autres, Polémarque, le frère de l'orateur Lysias, celui-ci parvenant à s'échapper) et de citoyens riches, dont ils confisquent la fortune. Ces exécutions mènent à des dissentiments au sein des Trente, entre Critias, extrémiste, et Théramène, qui prône la modération :

« Mais comme Critias était enclin à faire périr beaucoup de citoyens, parce qu'il avait été exilé par le peuple, Théramène s'y opposa, disant qu'il n'était pas raisonnable de mettre à mort un homme, parce que le peuple l'honorait, si d'ailleurs il ne faisait aucun mal aux honnêtes gens. »

— Helléniques, II, 3, 15.
En fait, Théramène défend l'idée d'un régime s'appuyant sur une large base de « gens de bien », regroupant citoyens comme non-citoyens fortunés.[réf. souhaitée] Critias, au contraire, défend un pouvoir uniquement fondé sur la puissance : « Si tu t'imagines, ajouta-t-il, que parce que nous sommes trente et non pas un, nous n'avons pas à veiller sur notre pouvoir comme si c'était une tyrannie, tu es naïf », lui fait dire Xénophon (Helléniques, II, 3, 16).
Critias organise alors la fin de Théramène : dans un premier temps, il fait voter une loi donnant le pouvoir aux Trente de faire exécuter ceux qui ne font pas partie des Trois Mille. Dans un second temps, il fait voter une loi excluant du corps civique tous ceux qui ont pris part à la destruction des murs d'Éétionéia ou, de manière plus générale, agi contre la précédente tyrannie des Quatre-Cents. Théramène ayant accompli l'un comme l'autre, il est condamné à boire la ciguë.
Aristote, Isocrate et Eschine estiment le nombre de victimes des Trente à 1 500 hommes (on ne sait si ce nombre représente les seuls citoyens ou s'il inclut les métèques), ce qui est énorme pour une population qui pouvait comprendre 40 000 citoyens mâles (et à peu près autant de métèques). D'après Platon et Xénophon, Socrate, qui connaît bien certains des Trente (en particulier Critias) et qui n'est peut-être pas défavorable au principe d'une telle « révolution » oligarchique, a cependant toujours refusé de se faire le complice de leurs exactions.

## La chute des Trente
Les démocrates bannis, menés par Thrasybule, partent de Thèbes et s'emparent de la forteresse de Phylè, au sud du mont Parnès. De là, ils attaquent et prennent les ports du Pirée et de Munichie (port de la marine de guerre). Critias et Charmide, l'un des Dix, sont tués lors de la bataille. Le peuple élit de nouveaux Dix, qui accueillent les démocrates.
Les Trente s'installent alors à Éleusis, dont ils massacrent les habitants. À Athènes, le régime des Trois Mille se met en place pendant que le combat continue entre « ceux de la Ville » (οἱ ἐν τῷ ἄστει) et « ceux du Pirée » (οἱ ἐν Πειραιεῖ).
Parallèlement, Lysandre est désavoué par Sparte et la garnison spartiate quitte Athènes. Pausanias Ier, roi de Sparte, arrive alors avec des négociateurs, pour établir une paix entre « ceux de la ville » et « ceux du Pirée ». Cette paix se fait sous le signe de la réconciliation : on permet à « ceux de la ville » qui le souhaitent de rejoindre Éleusis, où ils ne seront pas inquiétés. Elle se fait également sous le signe de la modération politique : le décret de Thrasybule accordant la citoyenneté aux combattants de Phylé (parmi lesquels des esclaves) est annulé pour vice de forme ; la proposition de Phormisios est écartée, qui vise à retirer la citoyenneté à ceux qui ne possèdent pas de terre. Les dettes des Trente envers Sparte sont honorées.
Enfin, l'accord comprend une mesure d'amnistie générale, interdisant à quiconque de rappeler le passé sous peine de mort : « Nul n'aura le droit de reprocher le passé à personne, sauf aux Trente, aux Dix, aux Onze et aux anciens gouverneurs du Pirée, ni même à ceux-ci après leur reddition de comptes ».

## Mention par Cicéron
Cicéron fait allusion à la condamnation de Socrate à une époque où, écrit-il, « Athènes avait davantage de tyrans qu'un tyran n'a de gardes du corps ».

## Liste des Trente
Les noms des trente tyrans sont mentionnés dans les Helléniques de Xénophon :
- Anaitios
- Arésias
- Aristotélès (de) (également membre des Quatre-Cents, mentionné dans le Parménide de Platon)
- Chairéléos
- Chariclès (en)
- Chrèmon (de)
- Cléomédès
- Critias
- Dioclès
- Dracontidès
- Érasistratos
- Ératosthène (l'accusé du célèbre discours de Lysias, Contre Ératosthène)
- Eschine
- Euclide (en)
- Éumathès
- Hiéron
- Hippolochos
- Hippomachos
- Mèlobios
- Mnèsilochos
- Mnèsitheidès
- Onomaclès (de)
- Pison
- Phaidrias
- Pheidon
- Polycharès
- Sophoclès
- Théogène (en)
- Théognis (en)
- Théramène

### Sources
- Aristote, Constitution d'Athènes, XXXII sq. ;
- Xénophon, Helléniques [lire en ligne] (II, 3)
- Lysias, Contre Ératosthène